# Gudō Wafu Nishijima

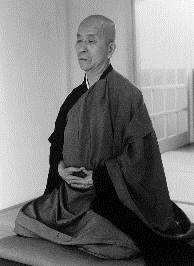
Gudō Wafu Nishijima

Gudō Wafu Nishijima (jap. 西嶋 愚道 和夫, Nishijima Gudō Wafu; * 1919 in Yokohama; † 28. Januar 2014) war ein japanischer Zen-Meister (Rōshi) der Sōtō-Schule des Zen.
Nishijima studierte Zen unter Kōdō Sawaki und Rempo Niwa, von dem er die Dharma-Übertragung erhielt. Er gründete die buddhistische Gruppe Dōgen-Sangha in Tokio, wo er Vorträge auf Englisch für ausländische Schüler hielt. Nishijima ist Autor mehrerer Bücher. Er hat das Shōbōgenzō, ein buddhistischer Text von Eihei Dōgen (1200–1253), aus dem Altjapanischen in modernes Japanisch übersetzt und kommentiert. Er ist mitverantwortlich für die Übersetzung ins Englische und Deutsche. Nishijima hat eine eigene Interpretation des Shōbōgenzō entwickelt. Nach dieser Interpretation beschreibt Meister Dōgen die Wirklichkeit im Shobogenzo aus vier verschiedenen Perspektiven.